# Cours-de-Pile
Cours-de-Pile è un comune francese di 1 487 abitanti situato nel dipartimento della Dordogna nella regione della Nuova Aquitania.

## Società

### Evoluzione demografica
Abitanti censiti